# Caponina pelegrina
Caponina pelegrina là một loài nhện trong họ Caponiidae.
Loài này thuộc chi Caponina. Caponina pelegrina được Elizabeth Bangs Bryant miêu tả năm 1940.